# Estádio Elias Natan Coelho
Estádio Elias Natan Coelho – stadion piłkarski, w Alvorada, Tocantins, Brazylia, na którym swoje mecze rozgrywa klub Associação Atlética Alvorada.